# Gęsikowo
Gsikowo [ɡɛ̃ɕiˈkɔvɔ] (tiếng Đức: Försterei Labuch)  là một khu định cư ở quận hành chính của Gmina Biskupiec, thuộc huyện Olsztyński, Warmińsko-Mazurskie, ở miền bắc Ba Lan.
Trước năm 1945, khu vực này là một phần của Đức (Đông Phổ).
Khu định cư có dân số 16 người.